# ルイージ・クレモナ
アントニオ・ルイージ・ガウデンツィオ・ジュゼッペ・クレモナ （伊: Antonio Luigi Gaudenzio Giuseppe Cremona、1830年12月7日 – 1903年6月10日）は、イタリアの数学者。幾何学の研究に専念し、イタリアの高等数学教育を改革した。 主に代数曲線と代数曲面を研究し、論文 Introduzione ad una teoria geometrica delle curve piane （"平面曲線の幾何学理論の導入"）を書いた。イタリア代数幾何学派の設立者でもある。

## 経歴
ロンバルディア州のパヴィーアに生まれた。弟に画家のトランクイッロ・クレモナがいる。 
1848年、ミラノとヴェネツィアがオーストリアに対抗し、17歳のクレモナも義勇兵として参加した。 国の自由のため1849年まで戦争に残った。この戦争はヴェネツィアの降伏で終結した。
パヴィアに帰還して、クレモナは大学でフランチェスコ・ブリオスキのもとに学び、数学教師としてのキャリアを歩むことを決めた。1853年に「土木工学および建築学」の学位を得て卒業した。
クレモナは、イタリアに重要な幾何学の進歩を引き起こしたことで認識される。19世紀初頭、数学界におけるイタリアの立場は極めて小さかったが、19世紀末においては主にクレモナの功績で幾何学の最先端を走ることができた。彼はイタリアの中等教育改革に大きな影響力を持ち、数学教育学及び知識の進歩に関する問題における、指導者的な立ち位置を取った。19世紀中期の後のイタリアの数学の進歩は、クレモナとブリオスキ、ベルトラミの主導のもとで行われた。
クレモナの最初の仕事は都市クレモナのリチェオ（高等学校）とジンナジオ（後期中等学校）の初等数学の教師だった。後にミラノでも同様の職に就いた。1860年にボローニャ大学の高等幾何学教授、1866年にミラノ・カレッジの高等幾何学・図解力学教授に任命された。同年ベルリンアカデミーより論文 Memoria sulle superfici del terzo ordine でシュタイナー賞をスツルムと競合した。2年後には、競合相手無しで授与された。
1856年前期、クレモナは雑誌 Annali di scienze matematiche e fisiche 、Annali di matematica に寄稿を始めた。後者はクレモナも編集を務めた。彼の論文はイタリアの他フランス、ドイツ、イングランドの雑誌やその他の重要な雑誌で翻訳されたものを見ることができる。 例えば彼の手書きの Graphical Statics と Elements of Projective Geometry （トマス・ハドソン・ビーアとC. Leudesdorfが各々翻訳）はオックスフォード大学出版局より英語で出版されている。
1873年、クレモナは工学の王立大学の調整のためにローマに呼ばれ、ローマ大学の高等数学教授に抜擢された。クレモナの評判はヨーロッパ中に広まり、1879年には王立協会準会員に選出された。同年イタリア王国元老院議員になった。1898年には短期間教育大臣を務めた。王立スウェーデン科学アカデミーは1901年にクレモナを会員に選んだ。翌年、クレモナにドイツの科学・芸術のプール・ル・メリット勲章が送られた。
1903年、クレモナはローマで没した。

## 作品
- Elementi di calcolo grafico: ad uso degli Istituti Tecnici (Stamperia reale di G. B. Paravia e C., Torino, 1874)
- Elementi di geometria projettiva (G. B. Paravia e Comp., Torino, 1873)
- Introduzione ad una teoria geometrica delle curve piane (Tipi Gamberini e Parmeggiani, Bologna, 1862)
- Le figure reciproche nella statica grafica (Tipografia di G. Bernardoni, Milano, 1872)
- Opere matematiche di Luigi Cremona; pubblicati sotto gli auspici della R. Accademia dei Lincei (U. Hoepli, Milano, 1914)[8]
- Preliminari di una teoria geometrica delle superficie (Tipi Gamberini e Parmeggiani, Bologna, 1866)
- Elements of projective geometry (Clarendon press, Oxford, 1885) (Charles Leudesdorf訳)
- Graphical statics. Two treatises on the graphical calculus and reciprocal figures in graphical statics (Clarendon press, Oxford, 1890) トマス・ハドソン・ビーア（英語版）訳)